# Vériscope
Le Vériscope est un procédé de prise de vues, mis au point en 1897 par Enoch J. Rector, pour le seul tournage de The Corbett-Fitzsimmons Fight, un combat de boxe d’environ 100 minutes en 14 rounds. Afin d’exploiter ce procédé, Rector crée la Veriscope Company.

## Technique
Aux tout débuts du cinéma, les caméras ne peuvent être chargées au plus que d’une vingtaine de mètres de pellicule, soit moins d’une minute de prise de vues, aussi bien en 1891 avec la caméra Kinétographe de Thomas Edison et William Kennedy Laurie Dickson qu’en 1895 avec la caméra Cinématographe de Louis Lumière. Cette limitation est due à la présence à la suite l’un de l’autre de deux mouvements contradictoires de la pellicule dans le mécanisme. L’arrivée de la pellicule et son rembobinage se fait selon un mouvement continu. En revanche, quand elle passe dans le couloir du film où est percée la fenêtre de cadrage du film qui assure la formation d’une image sur la surface photosensible, elle avance par saccades. Quand elle s’arrête derrière la fenêtre, un photogramme est impressionné, la pellicule est ensuite déplacée rapidement d’un pas par des griffes ou un tambour denté entraîné par une came à rochet, c’est-à-dire qu’elle se repositionne pour prendre le photogramme suivant tandis qu’un obturateur à disque mobile empêche son exposition à la lumière durant ce déplacement. Et cela 15 à 18 fois par seconde. Le tiraillement créé par ces deux déplacements contradictoires est un risque de cassure de la pellicule si le poids total du chargement offre une trop grande inertie à ce mouvement intermittent.
C’est une invention très simple qui permet d’éviter ce risque, née d’une collaboration entre Dickson, en voie de quitter Edison, et Eugene Lauste, un Français qui travaillait aussi aux Edison Studios. Ils ont choisi de se tourner vers d’autres industriels car Edison leur a toujours refusé d’étudier un système de projection des films sur grand écran, ce en quoi il avait tort, le succès des projections Lumière le lui a montré, mais trop tard, ses recherches étaient dépassées. Dickson et Lauste travaillent dorénavant pour Woodville Latham, soucieux de trouver une solution à la limitation de la quantité de pellicule dans une caméra et bien entendu dans un appareil de projection. Ils ont l’idée de ce qui est aussitôt baptisé boucle de Latham par leur financier. Un amortissement très simple du mouvement intermittent de la prise de vues, par une boucle formée à l’entrée du couloir et une autre à sa sortie. 
C’est grâce à ce dispositif innovant qu’Enoch J. Rector, qui travaille lui aussi chez Latham, après avoir débuté chez Edison, peut fabriquer une caméra aux chargeurs de 300 mètres, soit une possibilité de filmer en continu jusqu’à près d’un quart d’heure.
Rector choisit une dimension originale de pellicule pour nourrir ces caméras et les appareils de projection nécessaires : il taille le film de 70 mm, commercialisé par George Eastman (le créateur du futur Kodak), en un ruban de 63 mm de large, qu’il dote de 5 perforations Edison de part et d’autre de chaque photogramme, pour obtenir un format d’image très allongé au ratio 1.66:1, plus propice selon lui pour filmer dans toute sa largeur un ring de boxe .
Rector baptise Vériscope (en anglais, Veriscope) ce procédé combiné (largeur de pellicule, format d’image et boucle de Latham). Il fonde conjointement la Veriscope Company pour l'exploiter et signe en 1897 le seul film réalisé en 63 mm : The Corbett-Fitzsimmons Fight. Le procédé a en effet l’inconvénient majeur d’exiger de la part des exploitants de salles l’achat d’appareils de projection dédiés à ce seul format, alors que le 35 mm mis au point par Edison et Dickson semble à l'époque peu à peu s’imposer comme format standard de projection.